# 多伦多参考图书馆
多伦多参考图书馆（Toronto Reference Library）是加拿大安大略省多伦多的一座公共参考图书馆（藏书仅供查阅，不外借），位于多伦多市中心的約威老社区，央街与阿斯奎斯大道的拐角处。多伦多参考图书馆是多伦多公共图书馆规模最大、访问量最大的分馆。
多伦多参考图书馆成立于1909年，最初设于学院街的一栋大楼（今多伦多大学科夫勒学生中心）。20世纪60年代末，由多伦多大都会图书馆委员会负责图书馆的管理。图书馆委员会认为原有建筑的空间不足，委托森山雷蒙（Raymond Moriyama）寻找一个新的场地，设计一座新的图书馆建筑。1977年，新楼作为“多伦多大都会参考图书馆”的名称向公众开放。1998年恢复原名。2009年至2014年，该建筑进行了翻新和扩建。
该图书馆是加拿大最大的公共参考图书馆，藏有大量书籍、手稿、缩微胶片和其他物品。大多数藏书仅供查阅，不得外借。除了提供藏书查阅外，图书馆还举办了一些公众阅读活动，并向公众提供技术访问和服务。

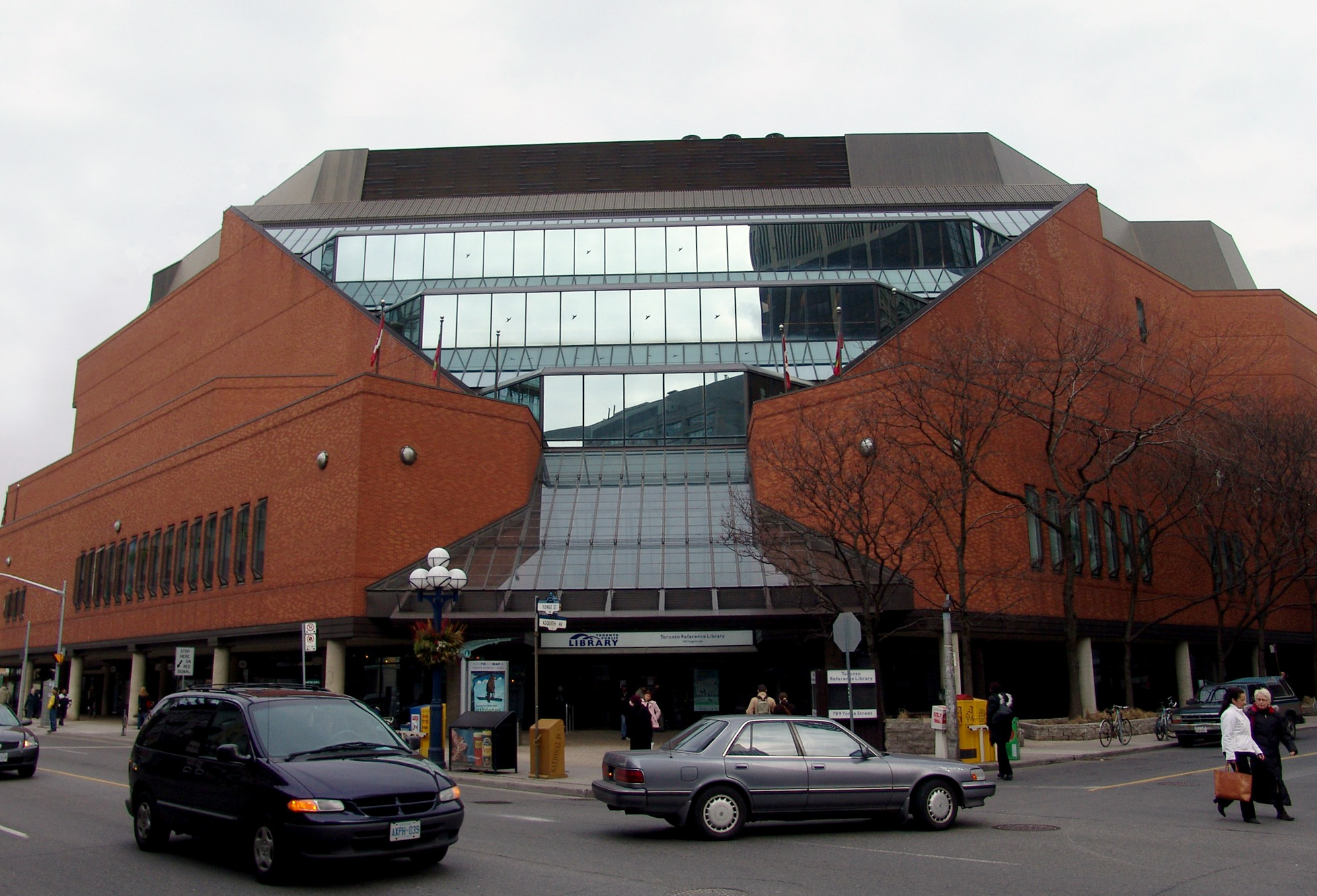
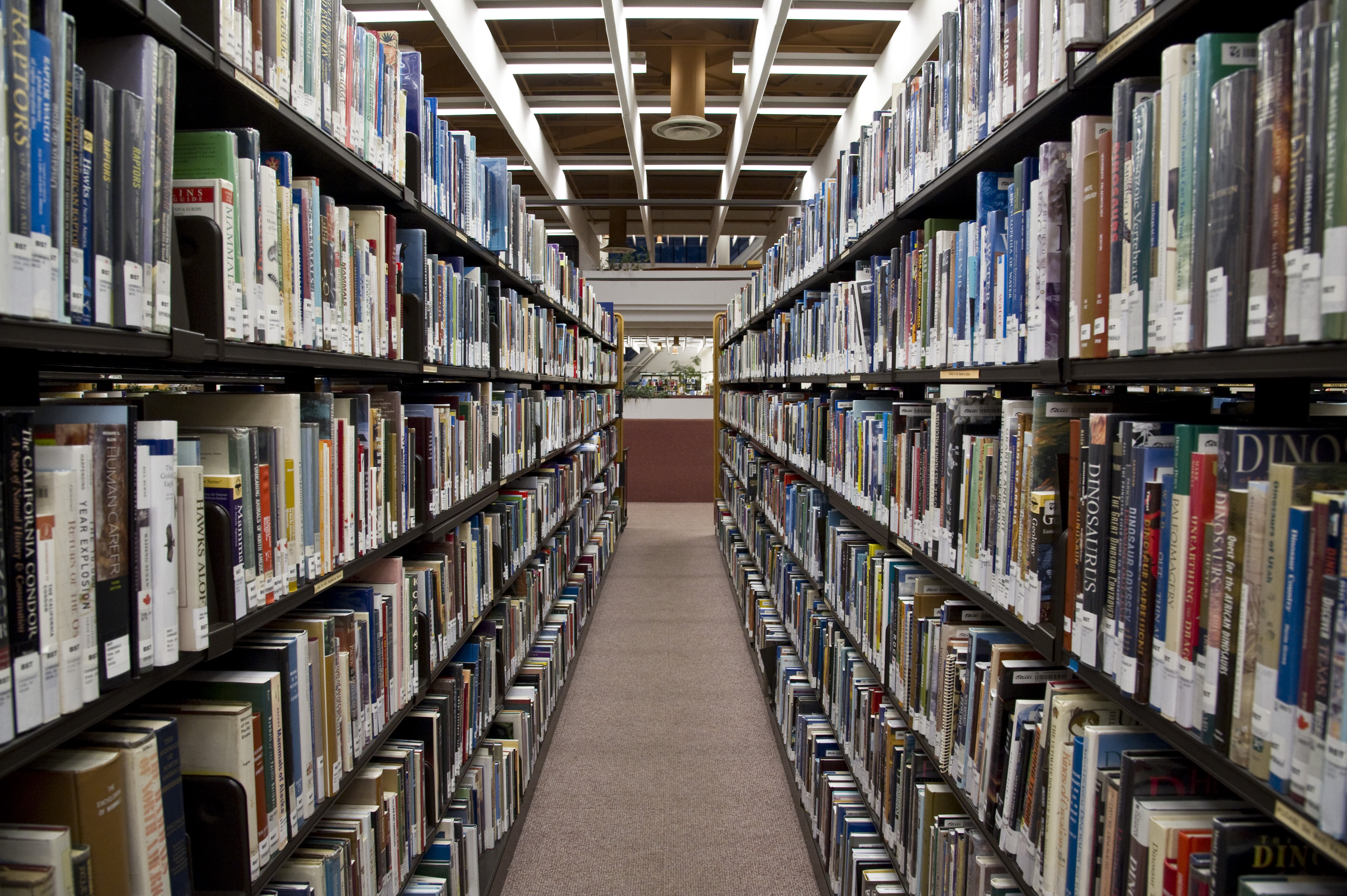
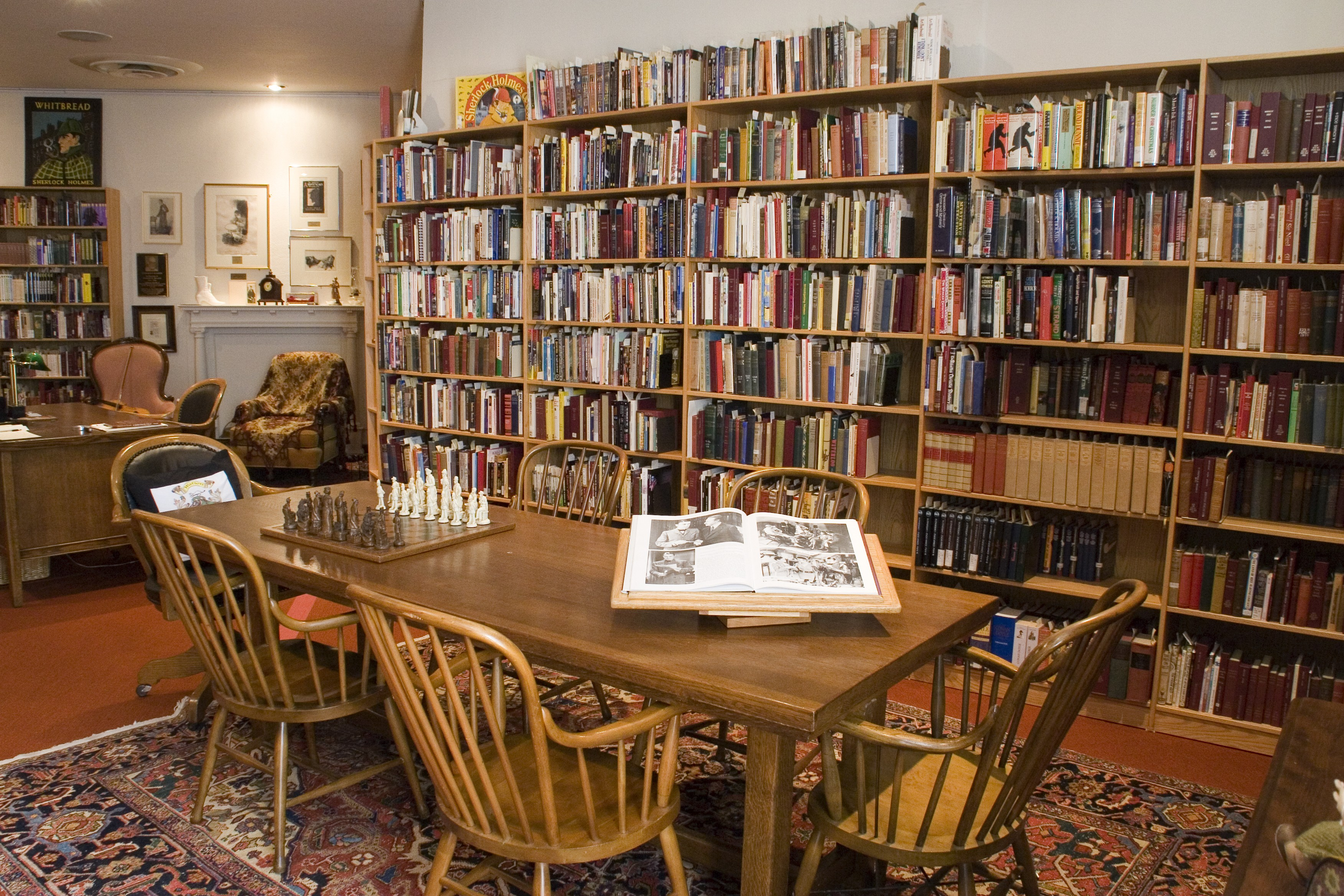
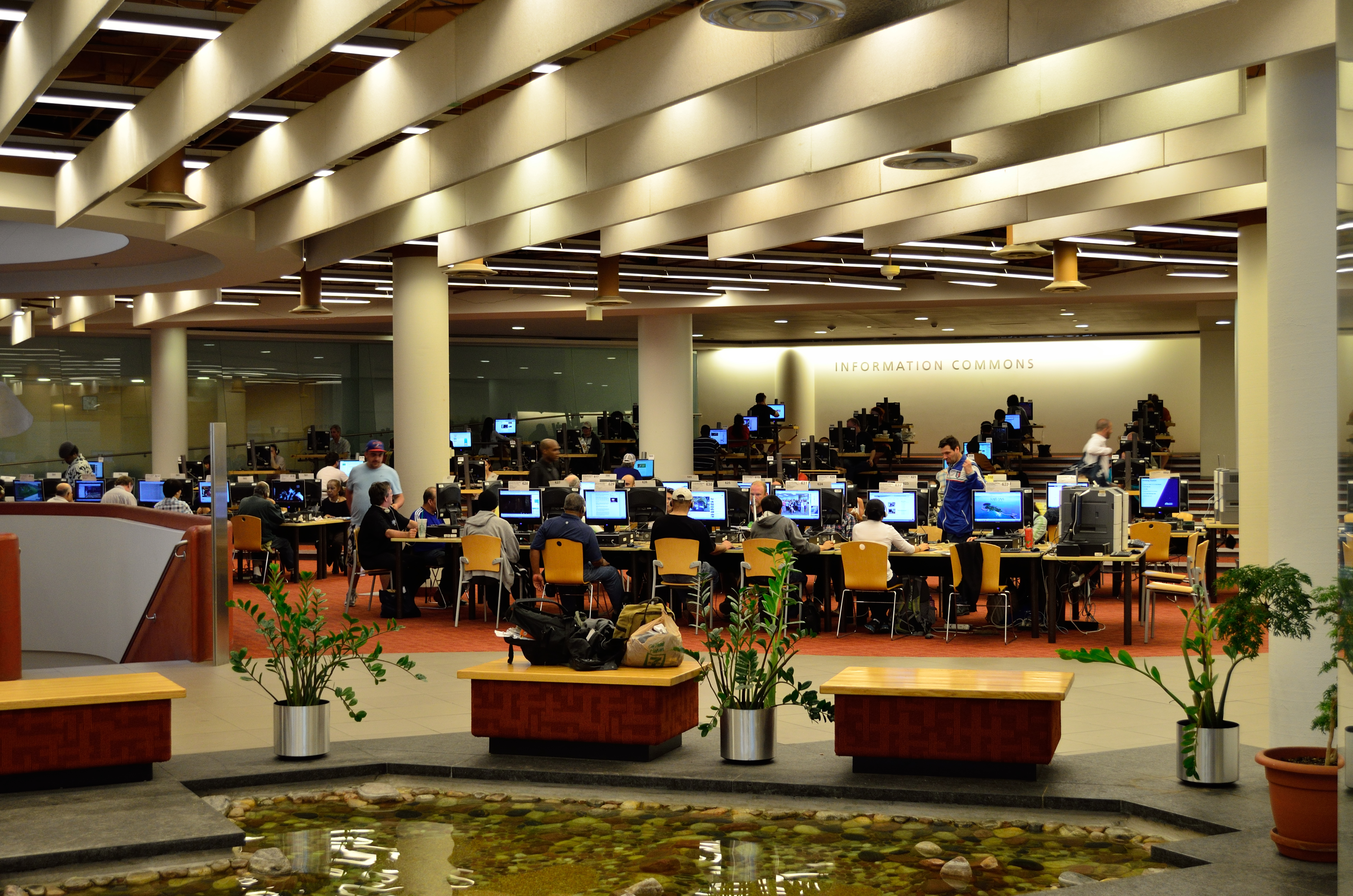